# Lusigliè
Lusigliè is een gemeente in de Italiaanse provincie Turijn (regio Piëmont) en telt 549 inwoners (31-12-2004). De oppervlakte bedraagt 5,1 km², de bevolkingsdichtheid is 108 inwoners per km².

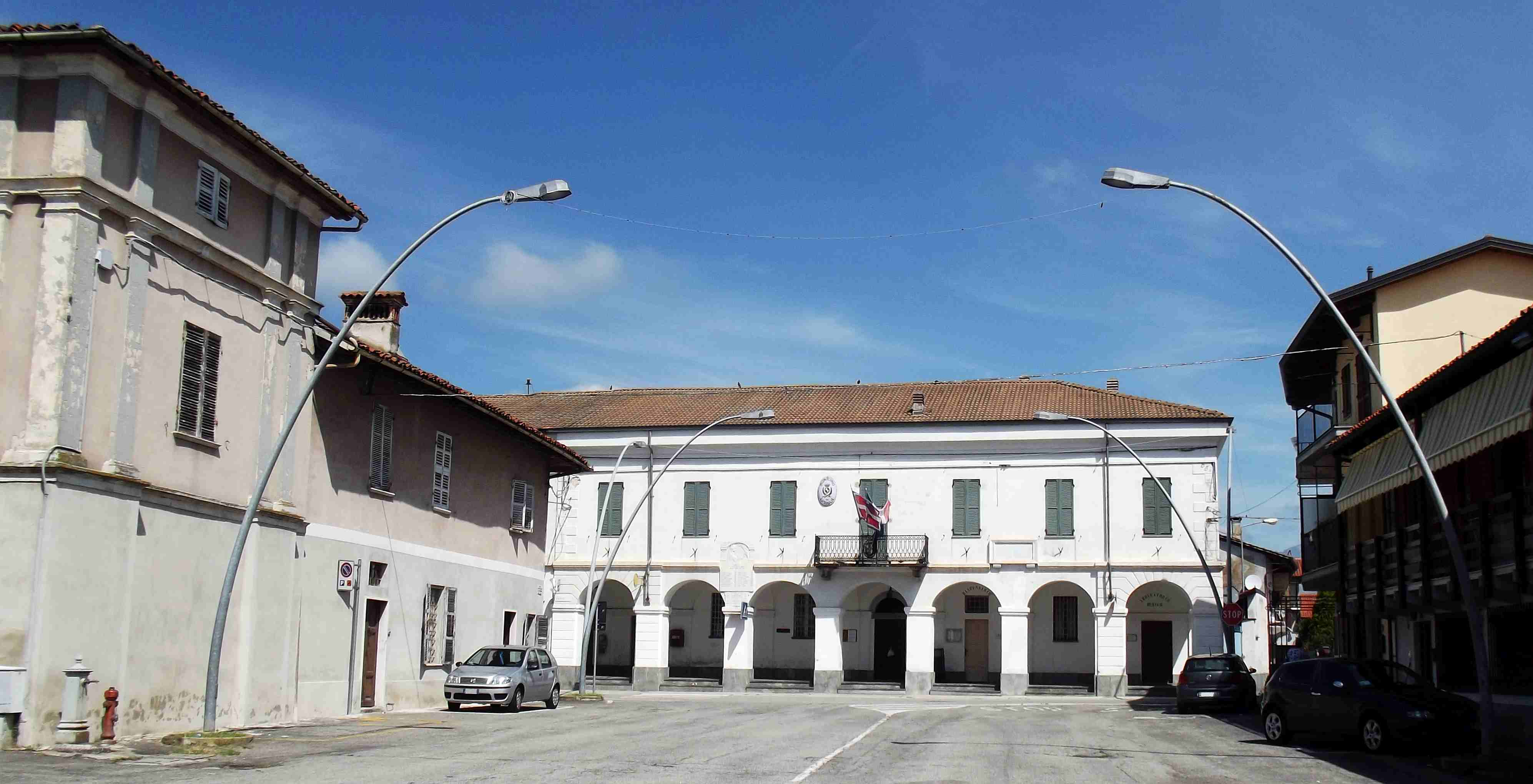
Lusigliè
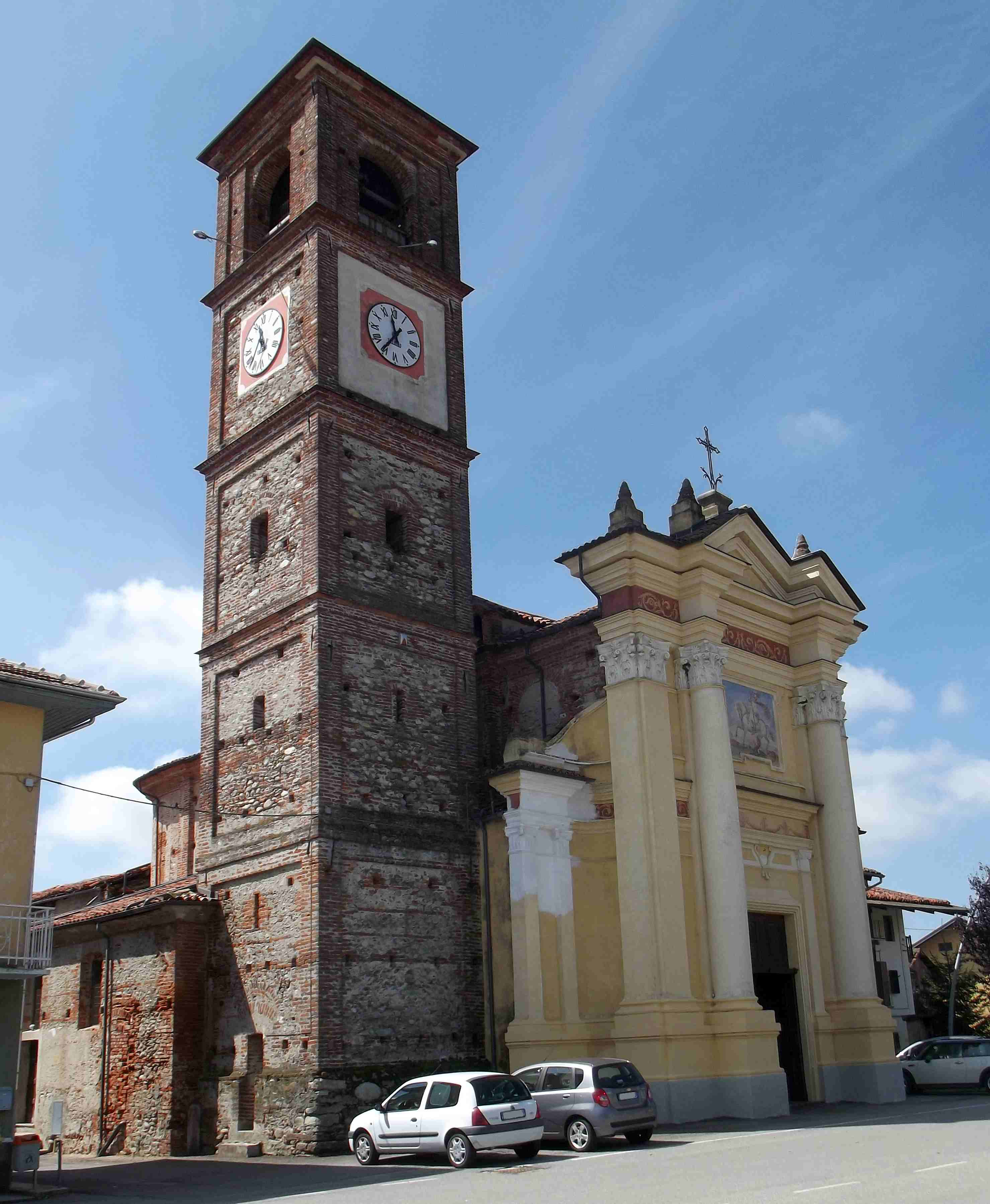
Parochiekerk van San Giorgio
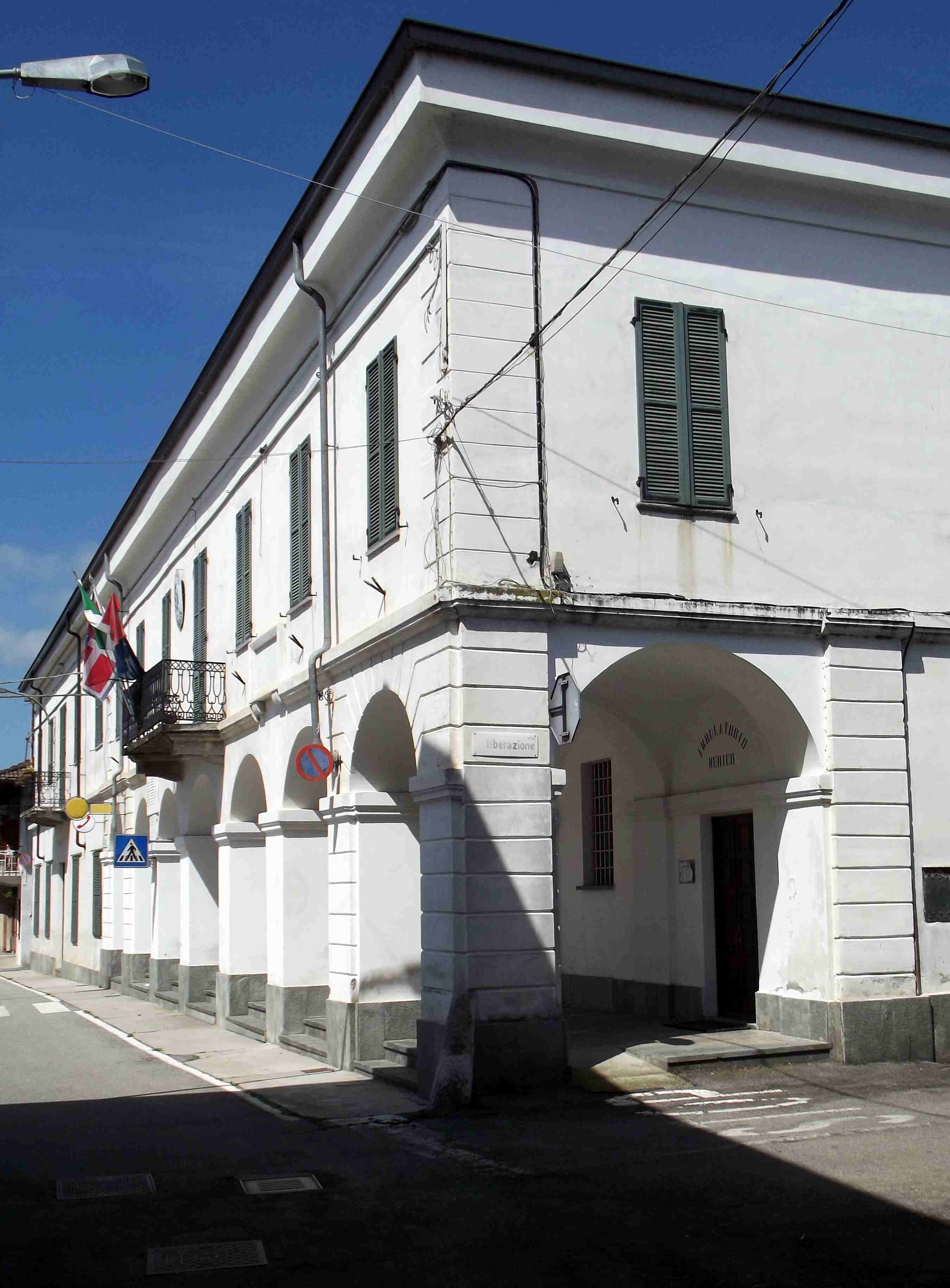
Gemeentehuis

## Demografie
Lusigliè telt ongeveer 242 huishoudens. Het aantal inwoners steeg in de periode 1991-2001 met 8,5% volgens cijfers uit de tienjaarlijkse volkstellingen van ISTAT.
| Jaar | Inwoneraantal |
| ---- | ------------- |
| 1991 | 494           |
| 2001 | 536           |

## Geografie
Lusigliè grenst aan de volgende gemeenten: San Giorgio Canavese, Rivarolo Canavese, Ciconio, Feletto.
1. ↑  https://demo.istat.it/?l=it.